# Stazione di Palermo Libertà
La stazione di Palermo Libertà è una fermata ferroviaria di Palermo, posta lungo l'anello ferroviario di Palermo, a servizio del quartiere Libertà.
Sebbene l'accesso principale sia situato in Viale Lazio, la denominazione "Libertà", che fa riferimento al vicino viale della Libertà, distingue la stazione dalla stazione di Palermo Lazio, situata lungo il passante ferroviario di Palermo.

## Storia
A partire dai primi anni 2000, con le proposte di raddoppio e interramento dei binari della linea per Trapani per la realizzazione del nuovo passante ferroviario, nacque un dibattito sull’esigenza di chiudere il raccordo ferroviario per il Porto, sulla direttrice Palermo Notarbartolo-Palermo Marittima.
I progetti presero forma tra il 2006 e il 2009, quando l'appalto fu aggiudicato alla Tecnis di Catania. Tuttavia, a causa di motivi burocratici, i lavori iniziarono solo nel 2014. Il progetto prevedeva l’aggiunta di circa 3 km di binari, oltre ai 4 già esistenti, e la realizzazione di quattro nuove fermate: tre nel nuovo tratto e la fermata Libertà, situata nel mezzo della galleria Ranchibile, la quale sarebbe dovuta essere demolita e realizzata di sana pianta.
L’inizio ufficiale dei lavori fu a settembre 2014, occasione in cui l’Ufficio Mobilità di Palermo emanò un’ordinanza per la chiusura al transito veicolare e pedonale fino al 31 dicembre 2016 di Piazza della Pace e di una parte di Viale Campania, in direzione Viale Lazio, per consentire la realizzazione dei lavori della galleria.
Tuttavia alcuni problemi con l’azienda appaltatrice, causarono il protrarsi dei lavori ben oltre il 2016. Infatti, ebbero inizio soltanto il 7 maggio 2015.
La strada sarebbe dovuto essere chiusa fino al 2017, ma il processo di riapertura del tratto chiuso di Viale Lazio iniziò solo a gennaio 2018, e il 17 febbraio 2018 fu avviata la posa dell’asfalto; mentre il 28 aprile Viale Lazio fu ufficialmente riaperta al traffico.
I lavori subirono un’ulteriore sospensione tra il 2019 e il 2020, in attesa che avvenisse l'accordo per la vendita e il trasferimento di tutto il personale della Tecnis alla D'Agostino Costruzioni di Avellino, che nel luglio 2019 subentrò alla Tecnis nei lavori riguardanti l'anello ferroviario.
Sotto la nuova direzione i lavori ripresero a febbraio 2020 e già nell'agosto dello stesso anno nella galleria per collegare la nuova fermata a Notarbartolo e Imperatore Federico, avvenne la posa dei binari.
Terminati i lavori strutturali nel 2023, dall'aprile 2024 si procedette alla rifinitura degli interni della stazione.

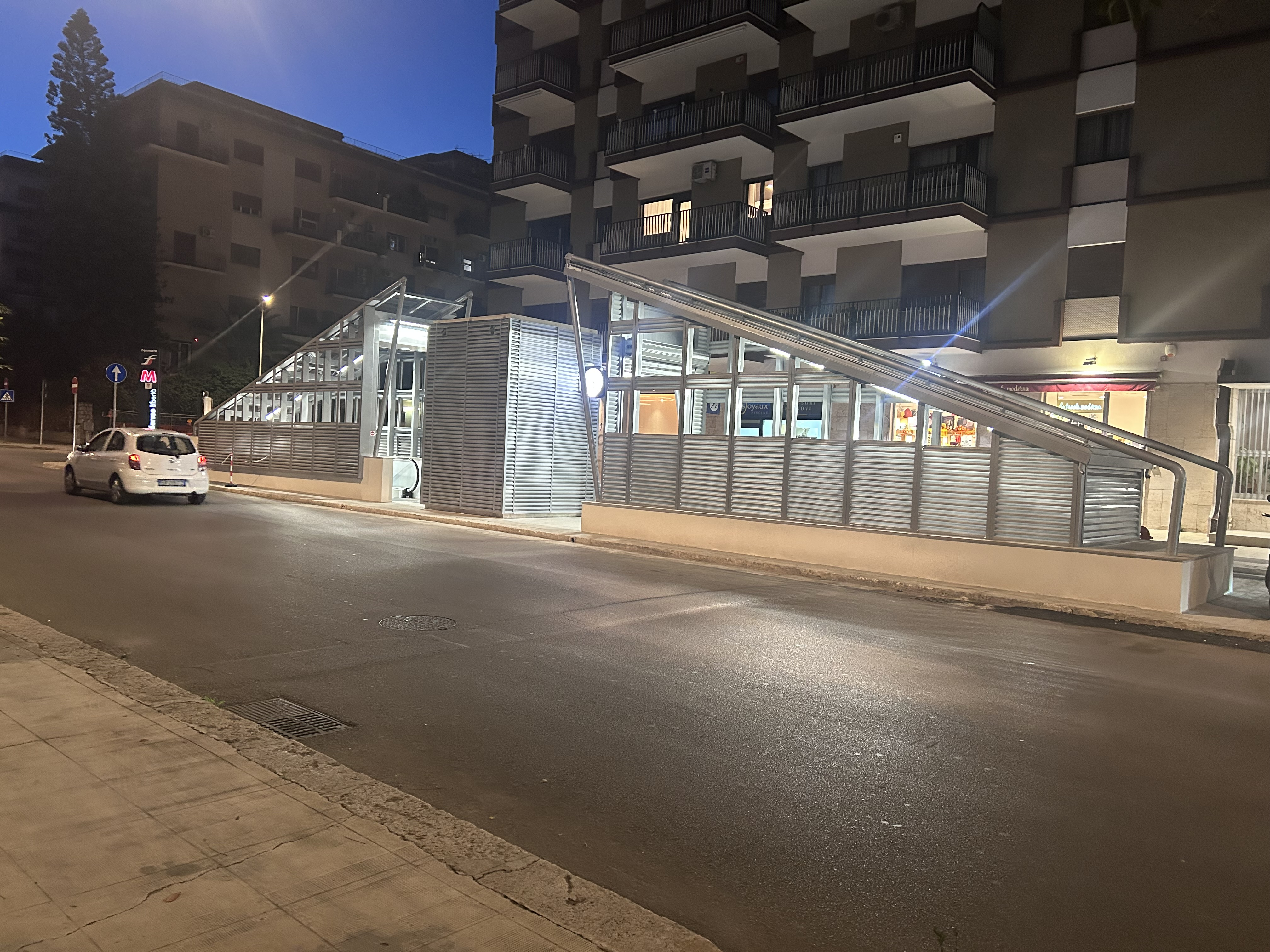
L'entrata della stazione in viale Lazio, qui fotografata il giorno dell'apertura, il 28 ottobre 2024.

Nell'ottobre 2024, dopo una spesa pari a undici milioni di euro, venne annunciata l'imminente apertura della fermata prevista per il 28 dello stesso mese, che in tal modo sarebbe diventata la prima delle quattro nuove fermate dell'anello ferroviario a vedere la luce dopo dieci anni di lavori.
Il 28 ottobre, dunque, alle 9:30 del mattino la stazione venne inaugurata alla presenza del sindaco di Palermo Roberto Lagalla e del presidente della Regione Siciliana Renato Schifani.

## Movimento
La fermata è servita dai treni regionali in servizio sull'anello ferroviario di Palermo, parte del servizio ferroviario metropolitano di Palermo. I treni sono gestiti da Trenitalia e cadenzati a frequenza semioraria, e si effettuano nei soli giorni feriali.

## Servizi
La stazione dispone di un ascensore che la rende quindi accessibile ai portatori di disabilità e di una scala mobile che dal piano sotto terra porta all’uscita in viale Lazio. Inoltre, l'area dedicata al traffico passeggeri è dotata di un impianto di videosorveglianza e di altoparlanti per gli annunci sonori di arrivo e partenza treni.
- Biglietteria automatica
- Sala d'attesa
- Servizi igienici